# Грейт-Портленд-стріт (станція метро)
51°31′26″ пн. ш. 0°08′38″ зх. д. / 51.5238° пн. ш. 0.1438° зх. д.

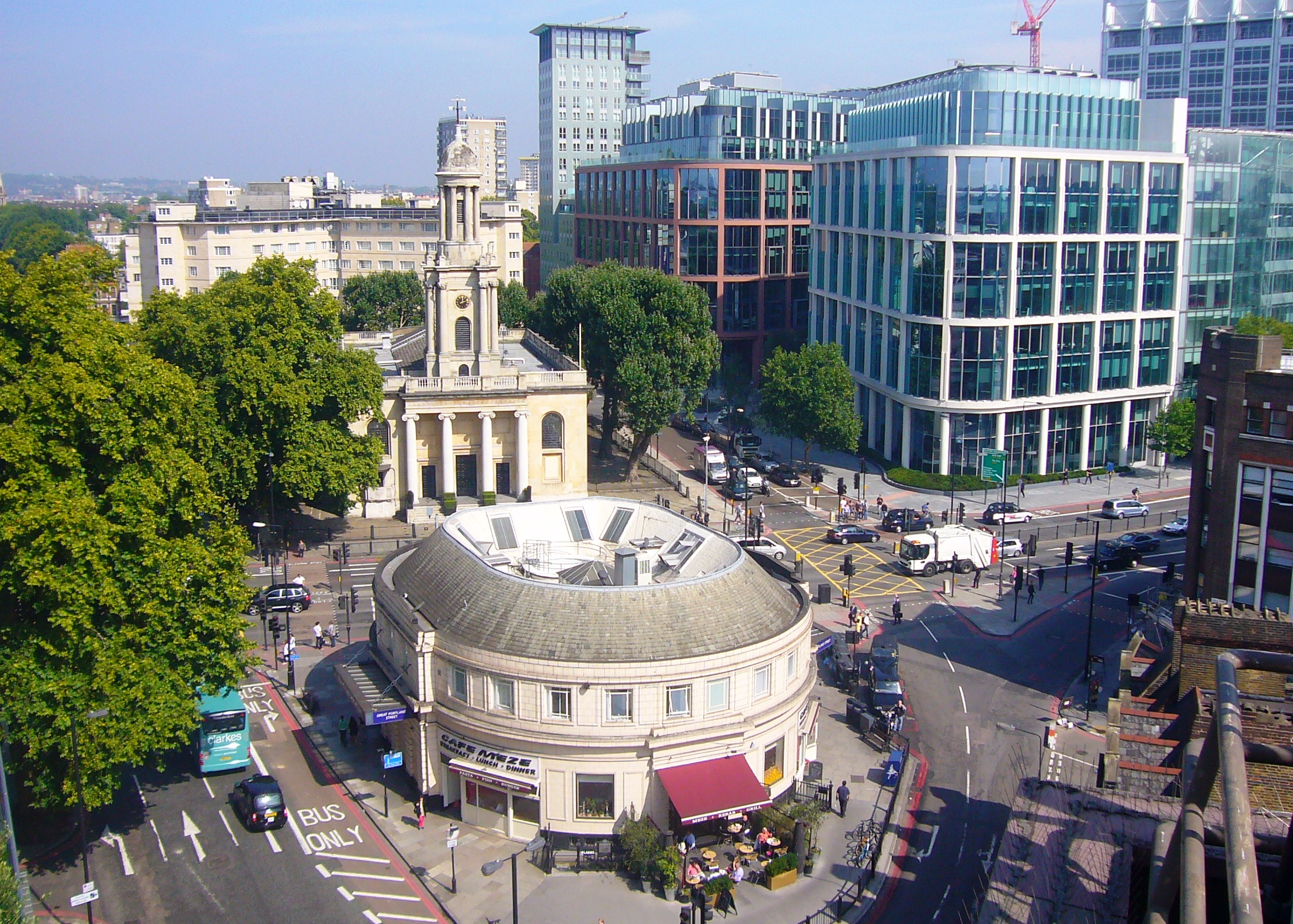
Вестибюль метростанції Грейт-Портланд-стріт

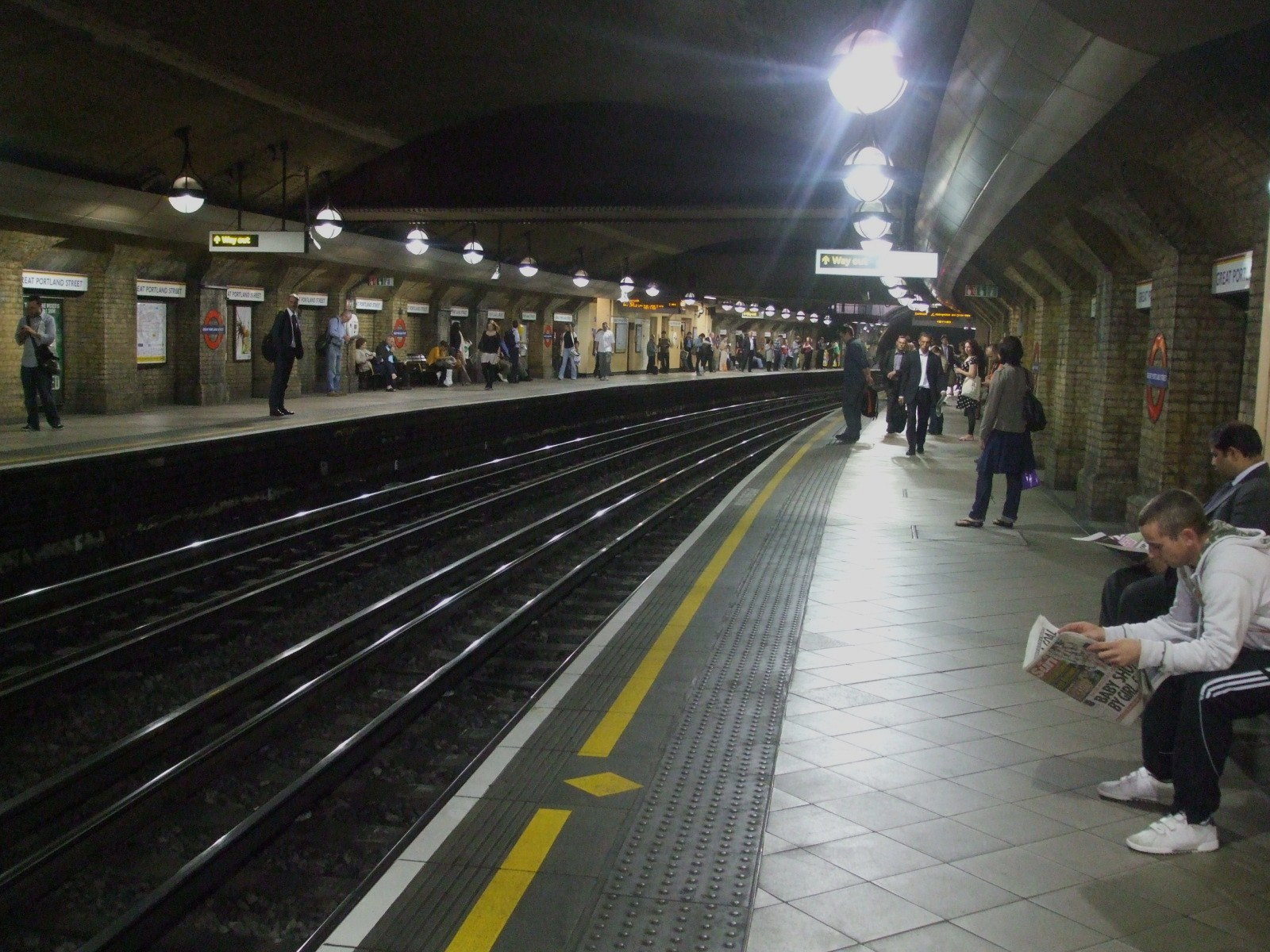
Платформа метростанції Грейт-Портланд-стріт

Грейт-Портланд-стріт — станція Лондонського метрополітену у Вестмінстері, біля Ріджентс-парку. Станція розташована між станціями Бейкер-стріт і Юстон-сквер, ліній Кільцева, Метрополітен та Гаммерсміт-енд-Сіті. Станція належить до 1-ї тарифної зони. В 2017 році пасажирообіг станції становив 8.08 млн осіб
Усього за 200 м на схід знаходиться станція метро Ріджентс-парк, але із нею немає прямого підземного сполучення.

## Історія
- 10 січня 1863 — відкриття станції під назвою «Портленд-роуд».
- 1 березня 1917 — перейменована на Грейт-Портленд-стріт
- 1923 — перейменована на Грейт-Портленд-стріт-енд-Регентс-парк
- 1933 — Грейт-Портленд-стріт

## Пересадки
Пересадки на автобуси маршрутів: 18, 27, 30, 88, 205, 453, C2 та нічні маршрути: N18, N205